# Rudolph Angermüller
Rudolph Angermüller (* 2. September 1940 in Gadderbaum bei Bielefeld; † 15. Juli 2021 in Salzburg) war ein deutscher Musikwissenschaftler, der in Salzburg lebte und sich insbesondere um Mozart große Verdienste erwarb.

## Leben
Angermüller absolvierte 1961 das Bielefelder Försterling-Konservatorium für Musik (Klavier, Kontrabass, Musiktheorie). Von 1961 bis 1970 studierte er Musikwissenschaft an den Universitäten in Mainz, Münster und Salzburg bei Arnold Schmitz, Günther Massenkeil, Hellmut Federhofer und Gerhard Croll, daneben Romanistik und Geschichte. Während seines Studiums wurde er Mitglied der Landsmannschaft Hercynia Mainz und der akad. Landsmannschaft der Salzburger zu Salzburg. 1970 promovierte er an der Universität Salzburg mit einer Arbeit über Antonio Salieri. Von 1968 bis 1975 war er Lehrbeauftragter am Musikwissenschaftlichen Institut der Universität Salzburg. Von 1982 bis 2004 war er Leiter der wissenschaftlichen Abteilung der Internationalen Stiftung Mozarteum, von 1988 bis 2004 deren Generalsekretär. 
Im Hinblick auf seine zahlreichen Publikationen zu Mozart und der Musikgeschichte des 18. und frühen 19. Jahrhunderts galt er als einer der weltweit besten Mozartkenner.
Nach dem Film „Amadeus“ wurde in Mailand ein Musterprozess geführt, bei dem Rudolph Angermüller die Rolle von Salieris Verteidiger übernahm.
Ab 1995 war er korrespondierendes Mitglied der Accademia Roveretana degli Agiati.
Im Juli 2021 starb Angermüller 80-jährig in Salzburg.

## Werke
- Antonio Salieri. Sein Leben und seine weltlichen Werke unter besonderer Berücksichtigung seiner „großen“ Opern. In drei Teilbänden. Musikverlag Katzbichler, München 1971–1974, DNB 540300365, zugleich Dissertation an der Universität Salzburg.
  - Teil I: Werk- und Quellenverzeichnis, 1971, ISBN 3-87397-016-3 (= Publikationen des Instituts für Musikwissenschaft der Universität Salzburg. Band 2, sowie Schriften zur Musik. Band 16).
  - Teil II, 1: Vita und weltliche Werke, 1974, ISBN 3-87397-019-8 (= Publikationen des Instituts für Musikwissenschaft der Universität Salzburg. Band 3, Schriften zur Musik. Band 17).
  - Teil III: Dokumente, 1972, ISBN 3-87397-021-X (= Publikationen des Instituts für Musikwissenschaft der Universität Salzburg. Band 4, Schriften zur Musik. Band 19).
- Vom Kaiser zum Sklaven: Personen in Mozarts Opern; mit bibliographischen Notizen über die Mozart-Sänger der Uraufführungen und Mozarts Librettisten. Internationale Stiftung Mozarteum, Salzburg / Bayerische Vereinsbank, München 1989, DNB 943800455.
- Antonio Salieri. Dokumente seines Lebens unter Berücksichtigung von Musik, Literatur, Bildender Kunst, Architektur, Religion, Philosophie, Erziehung, Geschichte, Wissenschaft, Technik, Wirtschaft und täglichem Leben seiner Zeit. 3 Bände. Band 1: 1670 – 1786, Band 2: 1787 – 1807, Band 3: 1808 – 2000. Karl Heinrich Bock, Bad Honnef 2000, ISBN 3-87066-495-9, (deutsch, italienisch, französisch).
- Ich, Johannes Chrisostomus Amadeus Wolfgangus Sigismundus Mozart. „Eine Autobiografie“. Karl Heinrich Bock, Bad Honnef 1991, ISBN 3-87066-234-4.
- Mozarts Reisen in Europa. 1762–1791. Karl Heinrich Bock, Bad Honnef 2004, ISBN 3-87066-913-6.
- Mozart 1485/86 bis 2003. Daten zu Leben, Werk und Rezeptionsgeschichte der Mozarts. 2 Bände. Musikverlag Hans Schneider, Tutzing 2004, ISBN 3-7952-1159-X.
- Florilegium Pratense. Mozart, seine Zeit, seine Nachwelt. Ausgewählte Aufsätze von Rudolph Angermüller anläßlich seines 65. Geburtstages. Herausgegeben von Geneviève Geffray und Johanna Senigl. Königshausen & Neumann, Würzburg 2005, ISBN 3-8260-3258-6, eingeschränkte Vorschau in der Google-Buchsuche.
- Mozart muss sterben. Ein Prozess (Belletristische Darstellung). Ecowin Verlag der Topakademie, Salzburg 2005, ISBN 3-902404-17-5.
- Das Testament des Salzburger Bürgermeisters Ignatz Anton von Weiser (1701–1785), Mozarts Textdichter. In: Mitteilungen der Gesellschaft für Salzburger Landeskunde. Band 145, 2005, ISSN 0435-8279, S. 67–92 (zobodat.at [PDF; 3,7 MB]).
- Wenzel Müller und "sein" Leopoldstädter Theater. Mit besonderer Berücksichtigung der Tagebücher Wenzel Müllers, Böhlau, Wien / Köln / Weimar 2009, ISBN 978-3-205-78448-7 (= Wiener Schriften zur Stilkunde und Aufführungspraxis, Band 5), eingeschränkte Vorschau in der Google-Buchsuche.